# Manno (mitologia)

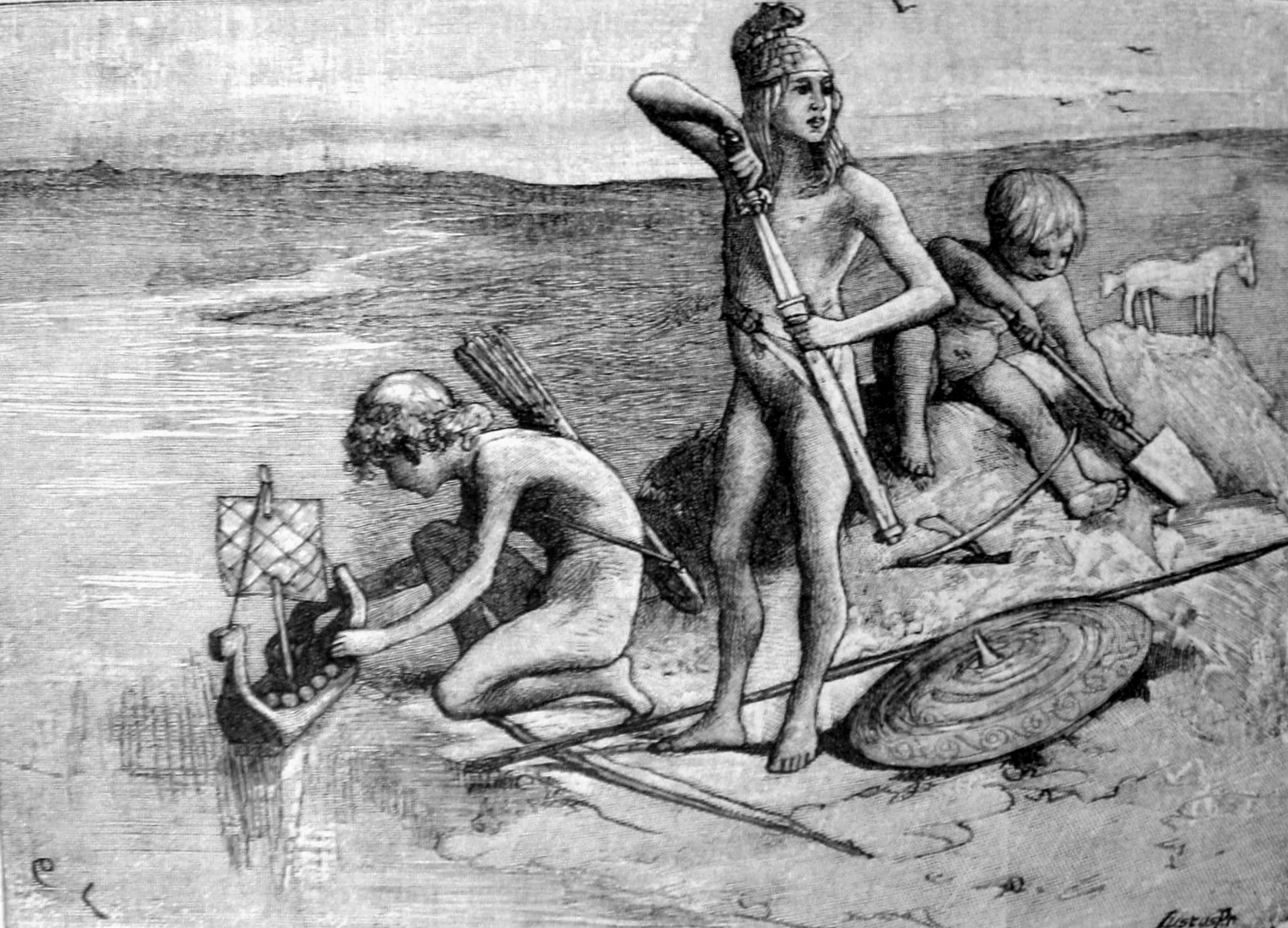
I figli di Manno, disegnati da Carl Larsson per l'edizione di Fredrik Sander (1893) dell'Edda poetica. La matrice in legno della stampa è di Justus Peterson

Manno è una figura mitologica germanica, citata nel I secolo dallo storico romano Tacito nel De origine et situ Germanorum. Secondo Tacito, Manno è il figlio di Tuisto, e progenitore delle tre tribù germaniche: Ingaevones, Herminones e Istaevones.

## Racconti di Tacito
Tacito (De origine et situ Germanorum, capitolo 2) cita esplicitamente i nomi di queste tribù germaniche, che afferma discendere da Manno:
- Ingaevones (che abitano la costa del mar del Nord)
- Herminones (che abitano nell'entroterra, attorno all'Elba)
- Istaevones (che abitano sulle rive del Reno)

## Etimologia
Il nome Manno è probabilmente in relazione con il proto-germanico *Mannaz, "uomo".
Deriva probabilmente dalla stessa radice protoindoeuropea di Manu, progenitore dell'umanità nella religione induista. Può anche essere legato al nome della divinità irlandese Manannan mac Lir, che dà il nome all'isola di Man.

## Teorie

### Figure legate
Nell'Edda Manno sembra legato ad Heimdallr (luce del mondo). Nel primo passaggio del Vǫluspá gli uomini vengono chiamati "parenti di Heimdallr", mentre nel poema Rigsthula viene mostrato mentre riunisce tutti i gradi gerarchici in una fratellanza. Inoltre, mentre Manno viene ricordato per essere padre di Odino e Frey, si dice che Heimdallr sia uno degli Æsir, ed abbia capacità riconducibili direttamente ai Vanir, e che ha uno stretto grado di parentela con Freyja.
Nella Creazione Eddica Manno è paragonabile a Borr.
Data la relazione con Tuisto, ed il fatto che viene associato con la nascita dei popoli germanici, è possibile che Tuisto e Mannus siano le divinità a cui si allude alla fine del Piccolo Voluspa.
Alcuni studiosi, come Ralph T. H. Griffith, hanno espresso una possibile connessione tra Manno e i nomi di altri antichi re fondatori di popoli indoeuropei, come il Minosse della mitologia greca e il Manu della tradizione indù.

### Figli di Manno
I nomi dei tre figli di Manno possono essere estrapolati come Ing, Irmin e Istaev (noto anche come Iscio). I tre sono citati nella Tavola delle Nazioni franca, un testo in latino del VI secolo, come Inguo, Erminus e Istio, sebbene in questo testo Manno non sia menzionato.